# Dysménorrhée
 Mise en garde médicale
La dysménorrhée désigne les douleurs survenant au moment des règles. Ces douleurs fréquentes chez les femmes précèdent ou accompagnent les règles et peuvent être accompagnées de diarrhées, de vomissements, de vertiges et de maux de tête. La dysménorrhée peut avoir des conséquences néfastes pour le mental. Mais également des conséquences sociales comme l'absentéisme à l'école ou au travail, ainsi qu'une limitation dans les activités quotidiennes, voir une impossibilité à les pratiquer (travail, sport...).

## Étymologie
Étymologiquement, il s'agit de la difficulté de l'écoulement des règles : du grec ancien δυσ-, dus- qui exprime une idée de difficulté, de mauvais état, μήν, mèn « mois » et ῥέω, rheo « couler »). À l'usage, le terme dysménorrhée a été préféré à  algoménorrhée (du grec ἄλγος algos « douleur »), pourtant plus conforme à la nature du symptôme.
On retrouve dans les écrits d'Hippocrate la croyance d'une pathologie en cas de non évacuation du sang du corps des femmes.

## Description et symptômes
Deux types de dysménorrhée se distinguent, selon l'âge de la femme et la cause des symptômes,,. La douleur éprouvée lors de dysménorrhée peut atteindre celle ressentie lors de coliques néphrétiques.

### Dysménorrhée primaire
La dysménorrhée est dite primaire lorsqu'elle apparaît pendant l'adolescence dès les premières règles ou dans les années qui suivent. Elle n'est en général pas liée à une pathologie gynécologique. 
Plus élevée durant le premier et le deuxième jour, la douleur persiste entre 8 et 72 heures et peut irradier jusque dans le dos et les cuisses. La dysménorrhée peut être associée à d'autres troubles comme des nausées, des vomissements, des diarrhées, de la fatigue, des tremblements dus à la douleur, douleurs des articulations surtout du genou, une difficulté respiratoire, une tachycardie, de l'insomnie, des maux de tête,.

### Dysménorrhée secondaire
La dysménorrhée secondaire apparaît plus tard dans la vie. Elle est généralement organique, c'est-à-dire qu'elle a pour origine une pathologie gynécologique, le plus souvent l'endométriose. 
Elle peut s'accompagner de saignements entre les règles ou de ménorragies, et la douleur peut survenir en dehors des menstruations. Dans le cas où la dysménorrhée est consécutive à une endométriose, la douleur lors des règles peut varier selon la période et peut varier en intensité, voire s'accompagner d'une dyspareunie (douleur lors des rapports sexuels).

## Causes
Dans le cas de la dysménorrhée primaire, les crampes sont provoquées par une hausse de la contractilité de l'utérus et des spasmes artériolaires, causés par une hypersécrétion de prostaglandines.
La dysménorrhée secondaire est consécutive à des affections gynécologiques comme l'endométriose, l'adénomyose, une inflammation pelvienne, un fibrome par exemple.

## Épidémiologie

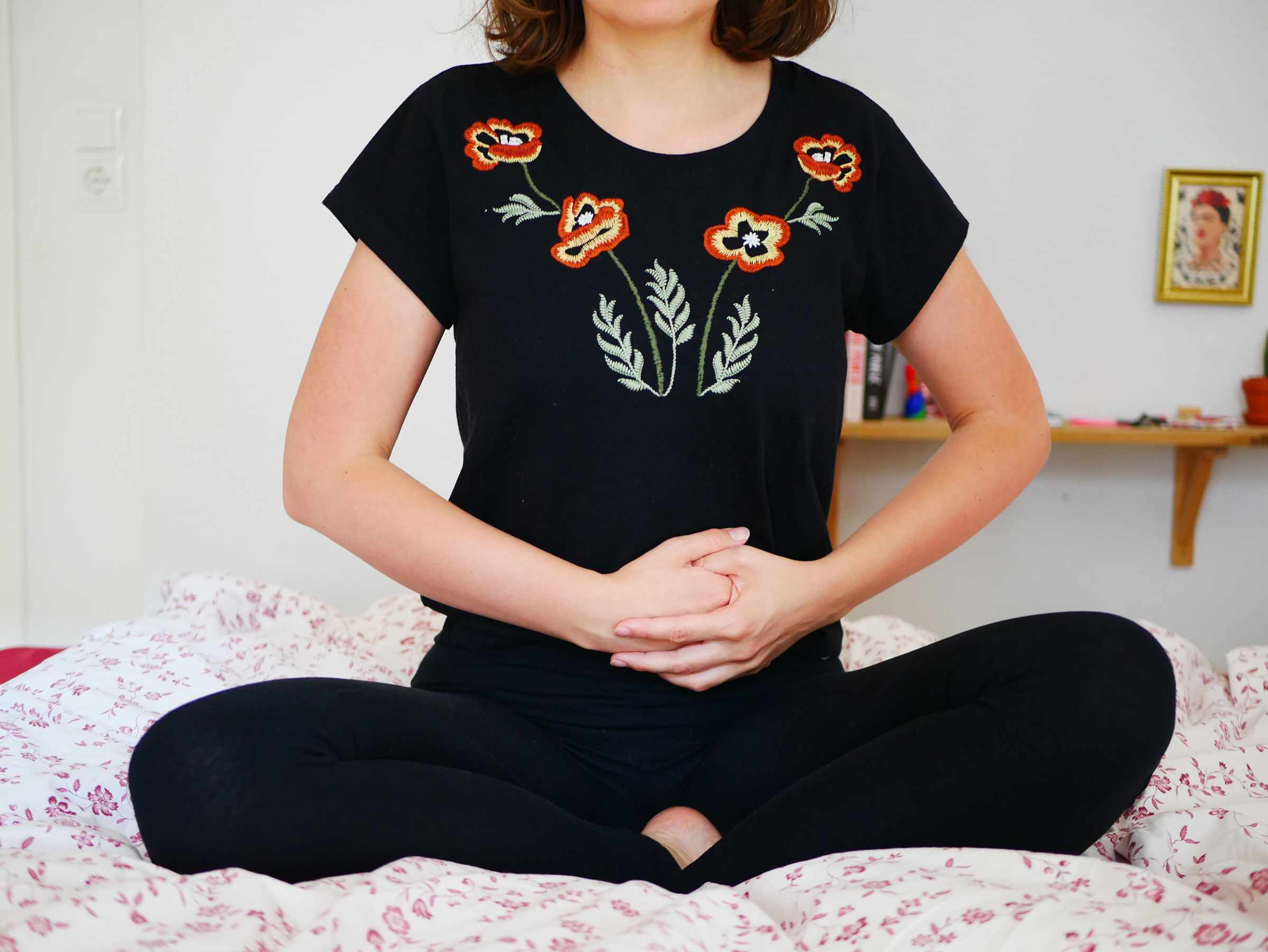
Femme qui souffre de règles douloureuses.

La dysménorrhée est plus fréquente chez les jeunes femmes que chez les femmes adultes plus âgées. Trois adolescentes sur quatre souffrent de règles douloureuses. La dysménorrhée primaire touche entre 45 et 90 % des femmes. 10 % des femmes jeunes atteintes par la dysménorrhée ont une dysménorrhée secondaire. Selon un sondage IFOP de 2021, près d’une Française sur deux souffre de règles douloureuses ; le taux s'élève à 60 % chez les femmes âgées de 15 à 19 ans, dont 20 % déclarent avoir des règles très douloureuses.
Une étude indique une corrélation entre la dysménorrhée et la présence d'anémie.

## Conséquences

### Vie quotidienne
Les activités de la vie quotidienne sont perturbées par la douleur provoquée par les crampes. La douleur a également un impact négatif dans la vie personnelle. La qualité du sommeil est diminuée et la pratique sportive est souvent réduite. La douleur a aussi un impact psychologique négatif, les personnes atteintes pouvant éprouver une détresse psychologique. La dépression et l'anxiété sont fortement associées à la dysménorrhée.
Les personnes spécifiquement touchées par une dysménorrhée primaire ont une qualité de vie significativement réduite, une qualité de sommeil dégradée et une humeur moins bonne durant leurs règles. 

### Absentéisme
Les douleurs liées aux règles constituent la principale cause d'absentéisme à l'école et au travail chez les filles et les femmes en âge de procréer. Cela constitue une perte comprise entre 600 millions et 2 milliards d'heures travaillées aux États-Unis, et près de 230 000 jours de travail perdus en Suède, sans compter la perte de productivité des femmes travaillant avec leurs douleurs menstruelles mais ne recherchant pas à se soulager, considérant que souffrir pendant ses règles est normal.

## Diagnostic
La dysménorrhée est un trouble qui est sous-diagnostiqué. Elle donne lieu à un diagnostic différentiel. 
Une dysménorrhée secondaire consécutive à une autre affection gynécologique est toujours considérée en premier lieu quand elle survient chez les personnes moins jeunes et sans antécédent de dysménorrhée. Des saignements utérins anormaux, une dyspareunie, des douleurs non liées au cycle, des modifications dans l'intensité et la durée de la douleur ou un examen anormal du pelvis orientent également vers un diagnostic de dysménorrhée secondaire.
Un examen gynécologique peut être effectué, afin de vérifier l'absence de malformation ou d'une affection comme l'endométriose. L'historique clinique et l'examen permettent de diagnostiquer la dysménorrhée primaire. Une laparoscopie peut avoir lieu, notamment si l'étiologie des douleurs demeure inconnue après les précédents examens.
Une échographie endovaginale est conseillée si une dysménorrhée secondaire est suspectée. Des examens comme un test de grossesse urinaire, un frottis vaginal et endocervical, une numération sanguine, une mesure du taux de sédimentation des érythrocytes, une analyse d'urine, une cytologie vaginale ou le passage d'une IRM peuvent être utiles.

## Prise en charge

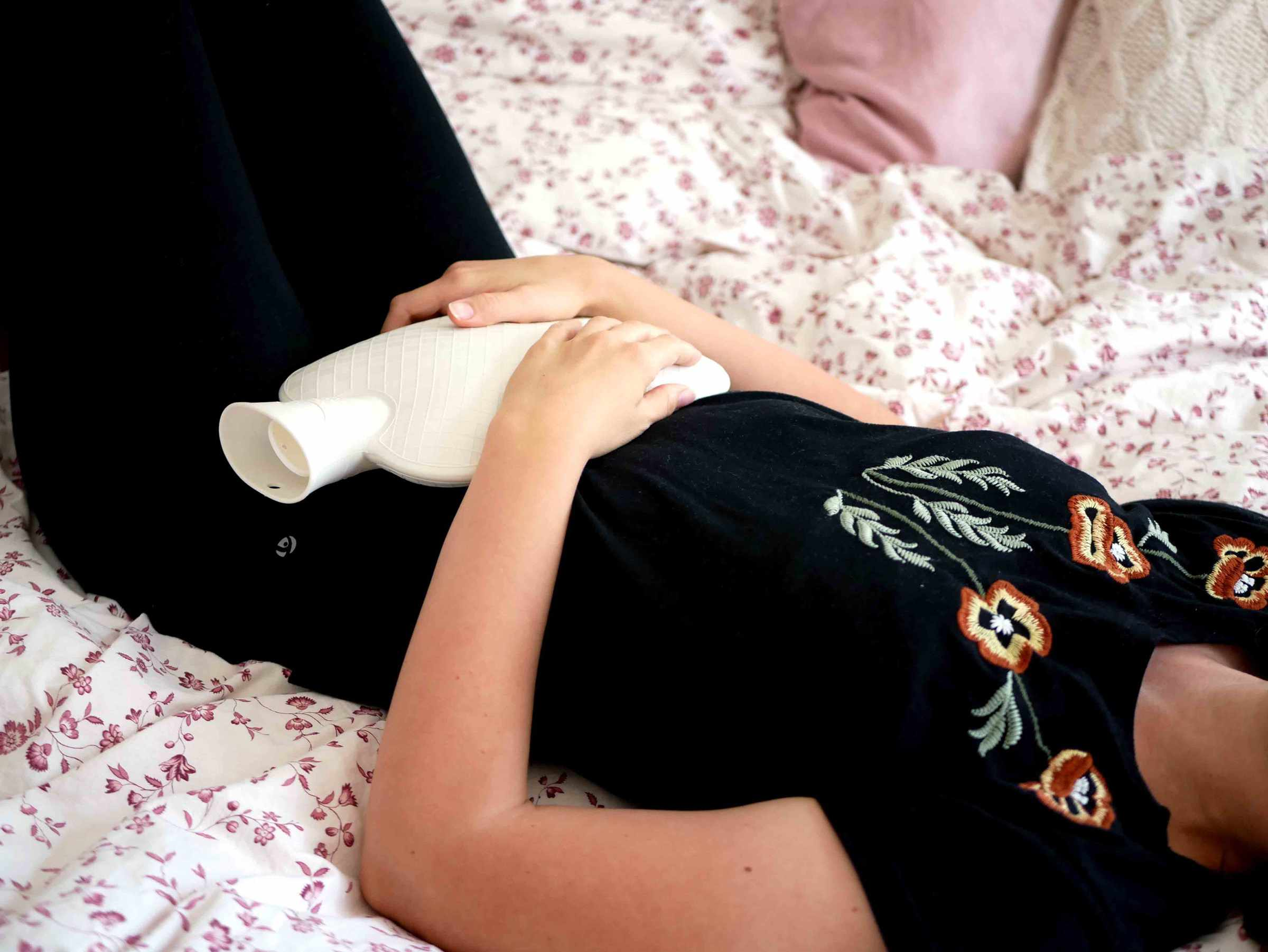
Apposition d'une bouillotte chaude sur le ventre pour soulager les douleurs.

Des méthodes non médicamenteuses sont envisageables pour soulager les douleurs : apposition d'une bouillotte chaude sur le ventre, bain chaud ou natation.
Plusieurs traitements médicamenteux sont possibles, notamment par l'association d'un antispasmodique et d'un antalgique comme le paracétamol (maximum 3 g par jour). Un conseil et suivi médical sont nécessaires. En général, la médication est absorbée un à deux jours avant le début des règles et poursuivie deux ou trois jours.
Dans certains cas, un anti-inflammatoire non stéroïdien comme l'ibuprofène peut être prescrit. Ce type de traitement demande des précautions et un suivi car il ne faut jamais utiliser d'anti-inflammatoires en cas d'infection (abcès, caries, etc.), au risque de favoriser une septicémie ou une gangrène.
La plupart des méthodes contraceptives hormonales (pilule contraceptive combinée ou progestative, dispositif intra-utérin hormonal, implant hormonal) soulagent en partie la dysménorrhée. Elles permettent également la possibilité de supprimer la survenue des règles. Dans le cas d'une dysménorrhée secondaire provoquée par une endométriose, l'usage d'un contraceptif hormonal constitue le traitement de premier choix.

## Évolution
L'utilisation d'une contraception ainsi que les grossesses permettent une diminution de la dysménorrhée. La dysménorrhée semble également diminuer avec l'âge.